# Beach Volleyball Ground
Il Beach Volleyball Ground (cinese semplificato: 朝阳公园沙滩排球场; cinese tradizionale: 朝陽公園沙灘排球場; Hanyu Pinyin: Cháoyáng Gōngyuán Shātān Páiqiú Chǎng) è una delle 9 installazioni temporanee usate per le Olimpiadi di Pechino 2008. È situato presso il Parco Chaoyang a Pechino. Il terreno è stato usato per le partite di beach volley.
L'installazione ha una capacità di 12.000 posti e comprende 1 campo di gara, 2 campi di riscaldamento e 6 campi di allenamento.